# Aeropuerto Internacional Ezeiza
Aeropuerto Internacional Ezeiza es una localidad del Gran Buenos Aires, Argentina, en el Partido de Ezeiza y sede del aeropuerto homónimo.

## Geografía

### Sismicidad
La región responde a la «subfalla del río Paraná», y a la «subfalla del río de la Plata», con sismicidad baja; y su última expresión se produjo el 5 de junio de 1888 (137 años) de silencio sísmico), a las 3.20 UTC-3, con una magnitud probable, de 5,0 en la escala de Richter (terremoto del Río de la Plata de 1888).

### Población
Cuenta con 4,078 habitantes (Indec, 2001) en la zona urbana y 54 habitantes (Indec, 2001) censados como población rural dispersa. Es la cuarta localidad del partido.